# 北角
座標: 北緯22度17分14秒 東経114度11分30秒 / 北緯22.28711度 東経114.19167度
北角（ほっかく、広東語読み：バッコゥ、英語：North Point ノースポイント）は香港、香港島北部の商業、住宅地区である。行政区では、東区に属する。

## 概要

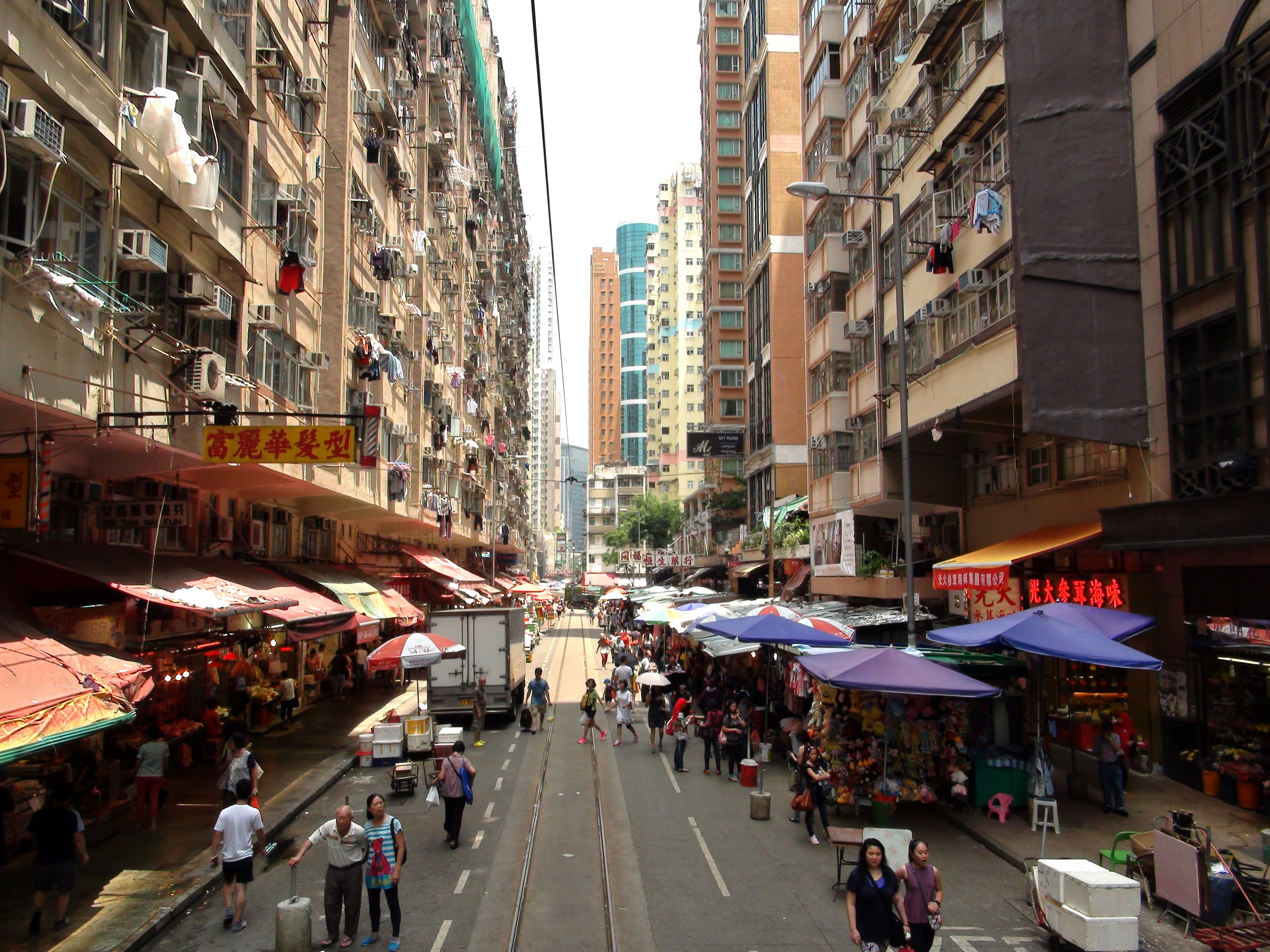
北角の春秧街（2015年8月撮影）

香港島の北東部に位置し、2階建て路面電車トラムと地下鉄港島線が走り（北角駅）フェリー埠頭もある交通の要衝である。観光地というよりは、もっぱら香港市民でにぎわう繁華街がトラムの走る大通りに存在する。香港ならではの看板が道の上にせり出しており、独特の活気に満ち溢れている。また、現在は多くの日本人が在住している。
一方、高台には、高層住宅が広がり、中でも、寶馬山には、高所得者層や外国人の多く住む邸宅街が広がる。香港日本人学校中学部は、ここ北角（寶馬山）にあった。しかし、現在は跑馬地に存在する。
トラムの折り返し線が存在し、ここ北角を起終点とする系統も多く運行されている。この折り返し線は、かつては道路にせり出したテント型の店舗のために、電車が立ち往生することがあった。以前フジテレビジョン系列で放送された「なるほど!ザ・ワールド」で、立ち往生している電車、あわててテントや商品を引っ込める人々の姿が紹介されたのも、ここ北角のトラム折り返し線の風景である。
北角地区は昔から福建省を中心とした中国本土出身者が多く、香港の中でも中国政府支持派の勢力が強い地区として知られてきた。2019年香港民主化デモの際にも、街路で中国政府支持派と抗議参加者が衝突する光景も見られた。一方で、2019年香港区議会議員選挙では、北角を含む東区の議員定数5議席のうち民主派が4議席を獲得するなど、住民の意識にも変化の兆しが見られるようになった。

## 登場作品
- スリーピングドッグス 香港秘密警察